# Roodebeek (métro de Bruxelles)
 (août 2025).
Si vous disposez d'ouvrages ou d'articles de référence ou si vous connaissez des sites web de qualité traitant du thème abordé ici, merci de compléter l'article en donnant les références utiles à sa vérifiabilité et en les liant à la section « Notes et références ».
Roodebeek est une station de la ligne 1 du métro de Bruxelles située à Bruxelles, sur la commune de Woluwe-Saint-Lambert.

## Situation
La station se trouve sous l'axe de l'avenue Paul Hymans et du cours Paul-Henri Spaak, dans la vallée de la Woluwe.
Elle est située entre les stations Tomberg et Vandervelde sur la ligne 1.

## Histoire
Cette station a été inaugurée en 1982, lors du prolongement de l'ancienne ligne 1B de Tomberg vers Alma.

## Service aux voyageurs

### Accès
La station compte sept accès :
- Accès no 1 : situé à côté de la gare routière (accompagné d'un ascenseur) ;
- Accès no 2 : situé devant Wolubilis ;
- Accès nos 3 et 4 : situés devant Woluwe Shopping Center ;
- Accès nos 5 et 6 : situés de part et d'autre de l'avenue Paul Hymans (accompagnés d'un escalator chacun) ;
- Accès no 8 : accès direct à la station de tramway.

Du fait de sa situation dans la vallée de la Woluwe, les voies de la station se trouvent souvent inondées lors de grands orages, tempêtes et autres intempéries.

### Quais
La station est de conception classique avec deux voies encadrées par deux quais latéraux.

### Intermodalité
La station est desservie par la ligne 8 du tramway de Bruxelles, par les lignes 29, 42 et 45 des autobus de Bruxelles, par les lignes de bus 178 et R59 du réseau De Lijn, par la ligne E12 du réseau TEC et, la nuit, par la ligne N05 du réseau Noctis.

## À proximité
- Moulin de Lindekemale
- Wolubilis
- Woluwe Shopping Center.